# George Tupou II.

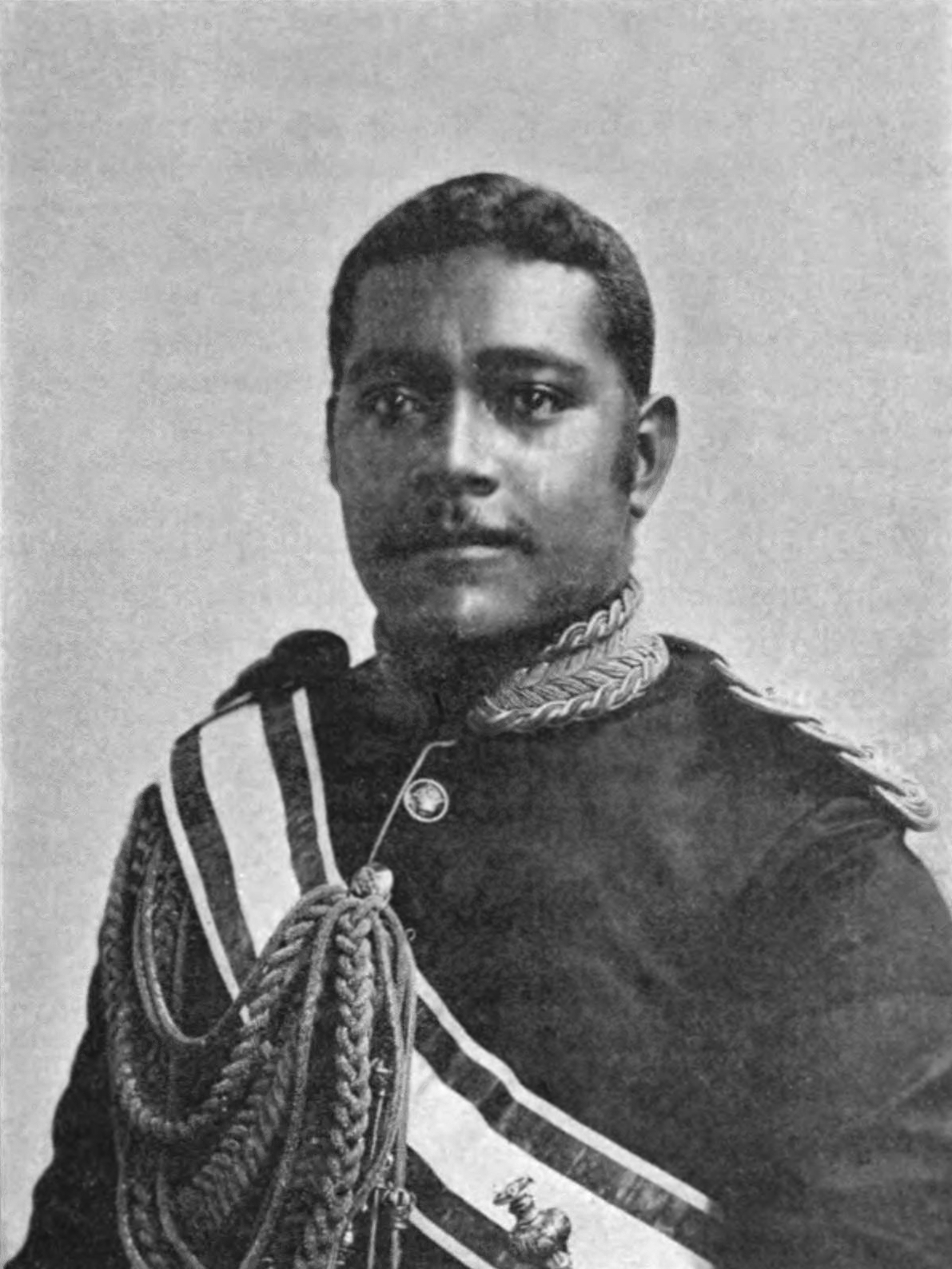
George Tupou II. (1895)

George Tupou II. (tonganisch: Siaosi Tupou II.; * 18. Juni 1874 in Neiafu; † 5. April 1918 auf Tonga) war von 1893 bis zu seinem Tod König des südpazifischen Königreichs Tonga. Sein Urgroßvater mütterlicherseits (und väterlicherseits) war der erste König Tongas, George Tupou I. Seine Eltern waren Cousin und Cousine, seine Großeltern Bruder und Schwester.
Nach dem Tod George Tupous I. wurde er am 17. Juli 1893 in Nukuʻalofa zum König gekrönt. Im Samoa-Vertrag von 1899 verzichtete das Deutsche Reich auf alle Rechte an Tonga und so wurden am 18. Mai 1900 die Inseln zu einem britischen Protektorat. Der Protektoratsvertrag George Tupous II. mit Großbritannien beließ Tonga die Selbstverwaltung und stellte der einheimischen Regierung lediglich einen Gouverneur als Berater zur Seite. Einen Anschluss des Landes an Neuseeland konnte er so verhindern.
Bereits im Jahr 1898 ehelichte er die Prinzessin von Tahiti, Edith Marie Pomare Wahine von Eimeo, 1899 heiratete er Lavinia Veiongo. Der Ehe entsprang eine Tochter, die spätere Königin Salote. Nach dem Tod von Lavinia Veiongo an Tuberkulose im Jahr 1902 ehelichte er 1909 die 16-jährige ʻAnaseini Takipō, die ihm weitere zwei Töchter gebar.
George Tupou II. starb am 5. April 1918 auf Tonga. Ihm folgte als Königin seine Tochter Salote Tupou III.